# Les Mouettes (transport)
Pour le téléfilm réalisé par Jean Chapot, voir Les Mouettes.
Les Mouettes était le réseau de transport interurbain du département de la Charente-Maritime, en région Nouvelle-Aquitaine, exploité par Keolis. Mis en service le 4 juillet 2008, il remplace l'ancien réseau dont les lignes étaient gérées par plusieurs exploitants par secteur géographique. Le réseau disparaît le 2 septembre 2018, remplacé par Transports Nouvelle-Aquitaine.

## Historique

### l'Ancien réseau

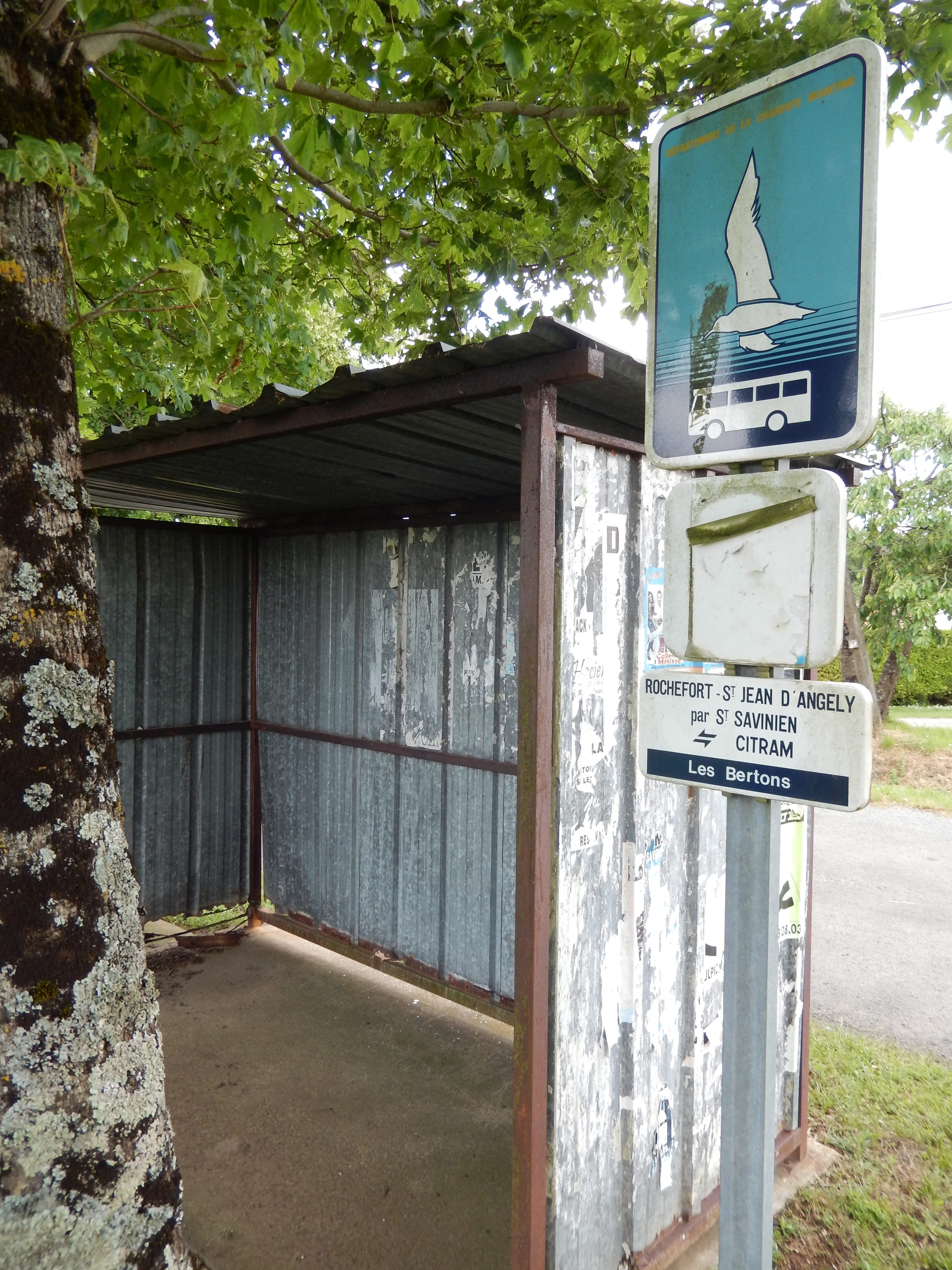
Arrêt sur une ligne de l'ancien réseau gérée par l'exploitant Citram Littoral à Saint-Savinien.

Jusqu'au lancement du nouveau réseau le 4 juillet 2008, il n'y avait pas de marque unique pour le réseau de transport interurbain départemental de la Charente-Maritime, mais différents transporteurs qui étaient chargés de l'exploitation de lignes par secteur géographique sous la direction du Conseil général de la Charente-Maritime. On y retrouvait notamment les autocaristes Citram Littoral, Météreau, Océcars, Michel Voyages, Aunis-Saintonge et Goujeau, qui utilisaient leurs propres véhicules avec leur propre livrée. Il y avait 61 lignes interurbaines régulières et 420 lignes secondaires ou circuits scolaires.

Ancien logo d'Aunis-Saintonge.
Ancien logo de Citram.
Logo de Météreau.
Ancien logo d'Océcars.

### Le nouveau réseau
En 2008, le Conseil départemental de la Charente-Maritime confie, par délégation de service public, l'organisation des transports interurbains par autocar à Keolis Charente-Maritime, filiale de Keolis. Cette société regroupe trois transporteurs locaux du département, Keolis Littoral, basée à Rochefort, les Voyages Goujeau, basés à Fontaine-Chalendray et l’Entreprise Météreau située à Saujon et dans l’Île d’Oléron.
C'est un contrat de 150 millions qui a été signé entre le Conseil départemental et Keolis Charente-Maritime pour une durée de huit ans.
Une livrée unique a été adoptée par presque l'ensemble des autocars du réseau, qui reprend les codes du logo du Conseil départemental de la Charente-Maritime, avec des vagues de couleurs bleue et verte. On retrouve également deux mouettes, comme sur le logo du département, sur le logo du réseau qui forment les deux "t" du mot "Mouettes"
.

## Tarification

Carte des neuf zones tarifaires du réseau "Les Mouettes".

Le réseau Les Mouettes utilise un système de tarification par zones, réparties sur l'ensemble du département de la Charente-Maritime.
Il comporte actuellement 9 zones : 
- Zone Île de Ré ;
- Zone La Rochelle ;
- Zone Aunis ;
- Zone Marennes-Oléron ;
- Zone Rochefort ;
- Zone Vals de Saintonge ;
- Zone Royan ;
- Zone Saintes ;
- Zone Haute Saintonge.

### Ticket Unité
Le Ticket Unité est un titre de transport qui est valable pour un trajet en car ou en TaxiMouettes dans le nombre de zones payées. Il permet de faire une correspondance avec une autre ligne du réseau pendant une durée maximale de 2h.
|             | 1 zone | 2 zones | 3 zones |
| Tout public | 2,50 € | 5 €     | 7,50 €  |

### Forfaits et abonnements

#### Pass Journée
Le Pass Journée est un forfait journalier qui permet de voyager de manière illimité dans le nombre de zones payées.
|             | 1 zone | 2 zones | 3 zones |
| Tout public | 4,80 € | 9,10 €  | 13,10 € |

|         | 1 zone | 2 zones | 3 zones |
| -26 ans | 3,80 € | 6,50 €  | 9,00 €  |

#### Carte 10 voyages
La Carte 10 voyages est un forfait qui permet de faire 10 voyages dans la limite du nombre de zones payées. La carte est valable 1 an à partir de la première validation.
|             | 1 zone  | 2 zones | 3 zones |
| Tout public | 19,00 € | 37,00 € | 55,00 € |

|         | 1 zone  | 2 zones | 3 zones |
| -26 ans | 15,00 € | 30,00 € | 43,00 € |

#### Pass'Hebdo
Le Pass'Hebdo est un forfait hebdomadaire qui permet de voyager 7 jours consécutifs de manière illimité dans le nombre de zones payées.
|             | 1 zone  | 2 zones | 3 zones |
| Tout public | 13,00 € | 22,10 € | 28,10 € |

|         | 1 zone | 2 zones | 3 zones |
| -26 ans | 9,50 € | 15,50 € | 21,00 € |

#### Pass'Mensuel
Le Pass'Mensuel est un abonnement mensuel qui permet de voyager du 1er au dernier jour du mois de manière illimité dans le nombre de zones payées. Cette abonnement nécessite la création d'une carte à puce personnelle qui peut être rechargé tous les mois.
|             | 1 zone  | 2 zones | 3 zones  |
| Tout public | 41,00 € | 71,00 € | 101,00 € |

|         | 1 zone  | 2 zones | 3 zones |
| -26 ans | 35,00 € | 58,00 € | 80,00 € |

#### Pass'Eco
Le Pass'Eco est un abonnement annuel qui permet de voyager du 1er mois d'utilisation de manière illimité dans tout le réseau "Les Mouettes" pour 381 €. Comme pour le Pass'Mensuel, la création d'une carte à puce personnelle est nécessaire

## Lignes du réseau

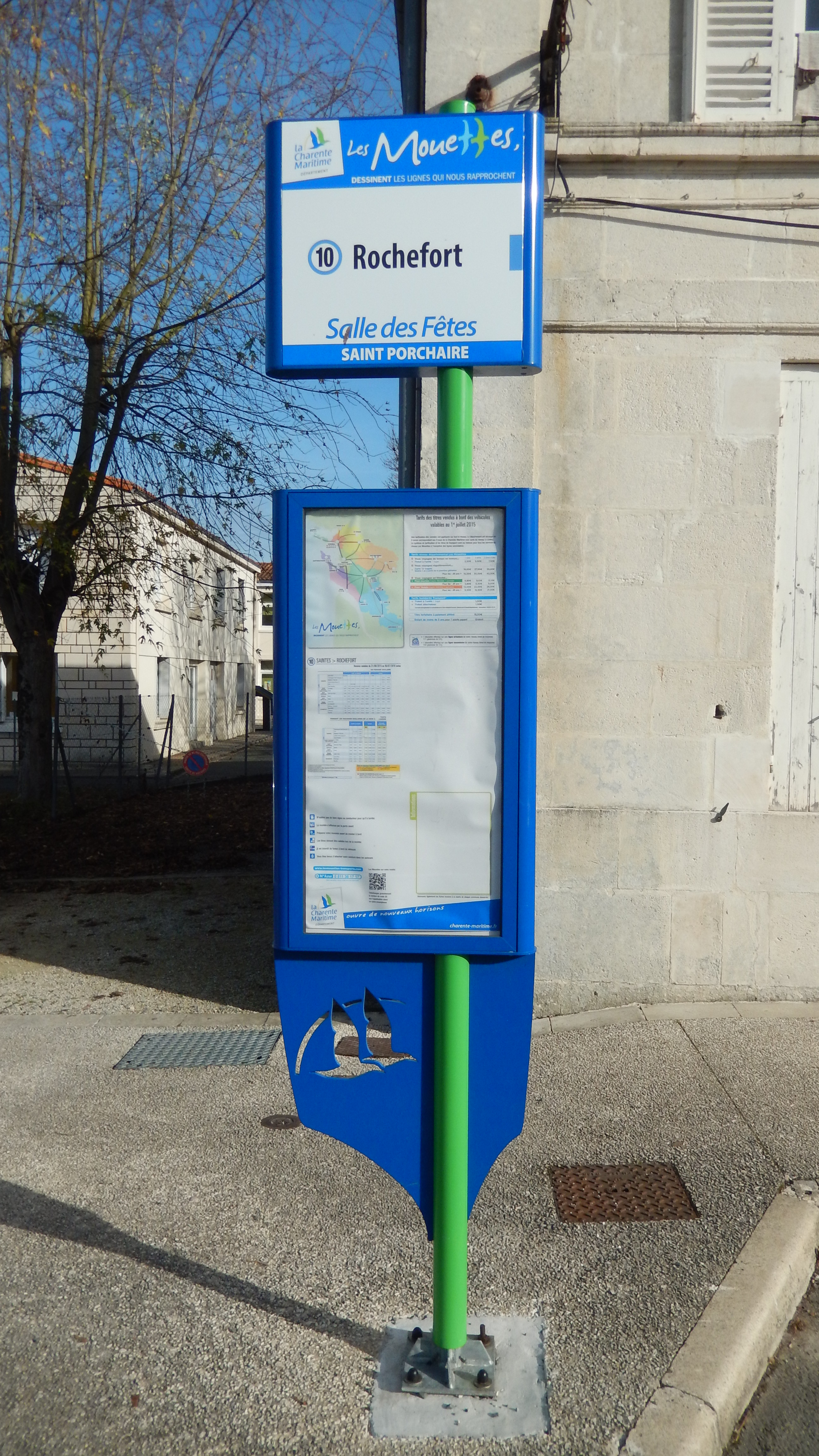
Le poteau de l'arrêt de bus de la salle des fêtes de Saint-Porchaire (ligne 10).

En 2015, le réseau est composé de 23 lignes régulières dites "lignes armatures" qui permettent de se déplacer entre les principales communes de la Charente-Maritime et qui desservent aussi les principales gares SNCF du département. Elles sont toutes en correspondance avec les réseaux de bus des agglomérations de La Rochelle, Saintes, Rochefort, et Royan
Il se compose également de 254 lignes secondaires, qui assurent la desserte de la majorité des établissements scolaires du département, et de 31 lignes de TaxiMouettes, un service de transport à la demande qui s'adresse aux zones rurales et périurbaines mal ou pas desservies par les lignes régulières,

### Lignes régulières
| Ligne      | Caractéristiques | Caractéristiques                                                                                           | Caractéristiques                                                                                           | Caractéristiques                                                                                           | Caractéristiques                                                                                           | Caractéristiques                                                                                           | Caractéristiques                                                                                           | Caractéristiques                                                                                           | Caractéristiques                                                                                           |
| 1          | Royan — Gare Multimodale ⥋ Rochefort — Merleau/Grimaux | Royan — Gare Multimodale ⥋ Rochefort — Merleau/Grimaux                                                     | Royan — Gare Multimodale ⥋ Rochefort — Merleau/Grimaux                                                     | Royan — Gare Multimodale ⥋ Rochefort — Merleau/Grimaux                                                     | Royan — Gare Multimodale ⥋ Rochefort — Merleau/Grimaux                                                     | Royan — Gare Multimodale ⥋ Rochefort — Merleau/Grimaux                                                     | Royan — Gare Multimodale ⥋ Rochefort — Merleau/Grimaux                                                     | Royan — Gare Multimodale ⥋ Rochefort — Merleau/Grimaux                                                     | Royan — Gare Multimodale ⥋ Rochefort — Merleau/Grimaux                                                     |
| ---------- | --- | --- | --- | --- | --- | --- | --- | --- | --- |
| 1          | Ouverture / Fermeture 4 juillet 2008 / — | Longueur —                                                                                                 | Durée 79 min                                                                                               | Nb. d’arrêts 26                                                                                            | Matériel —                                                                                                 | Jours de fonctionnement L, Ma, Me, J, V, S, D                                                              | Jour / Soir / Nuit / Fêtes O / N / N / N                                                                   | Voy. / an —                                                                                                | Dépôt — |
| 1          | Desserte : - Communes : Royan, Medis, Saujon, L'Éguille, Le Gua, Saint-Agnant, Rochefort - Arrêts desservis : Gare Multimodale (Gare de Royan) • Lycée de l'Atlantique • Lycée Cordouan • Centre Bourg - Route de Saujon • Belette • Gare SNCF (Gare de Saujon) • Mairie (Saujon) • Place Richelieu • Route de la Tremblade • Le Breuil • Les Metairies • La Petite Eguille • Salle des Fêtes • La Poste • Croix de Chalons • Cadeuil • Villeneuve • Jean Monnet • La Bridoire • Centre Commercial • La Fayette • Avenue des Déportés • Roy Bry • Thermes • Gare SNCF (Gare de Rochefort) • Merleau/Grimaux | | | | | | | | |
| 1          | Autre : | | | | | | | | |
| 1          | Dernière actualisation : — | | | | | | | | |
| 2A/2B      | Marans — Bel Air ⥋ La Rochelle — Lycée Vieljeux | Marans — Bel Air ⥋ La Rochelle — Lycée Vieljeux                                                            | Marans — Bel Air ⥋ La Rochelle — Lycée Vieljeux                                                            | Marans — Bel Air ⥋ La Rochelle — Lycée Vieljeux                                                            | Marans — Bel Air ⥋ La Rochelle — Lycée Vieljeux                                                            | Marans — Bel Air ⥋ La Rochelle — Lycée Vieljeux                                                            | Marans — Bel Air ⥋ La Rochelle — Lycée Vieljeux                                                            | Marans — Bel Air ⥋ La Rochelle — Lycée Vieljeux                                                            | Marans — Bel Air ⥋ La Rochelle — Lycée Vieljeux                                                            |
| 2A/2B      | Ouverture / Fermeture 4 juillet 2008 / — | Longueur —                                                                                                 | Durée 58 min                                                                                               | Nb. d’arrêts 23                                                                                            | Matériel —                                                                                                 | Jours de fonctionnement L, Ma, Me, J, V, S, D                                                              | Jour / Soir / Nuit / Fêtes O / N / N / N                                                                   | Voy. / an —                                                                                                | Dépôt — |
| 2A/2B      | Desserte : - Communes : Marans, Andilly, Villedoux, Saint-Ouen-d'Aunis, Puilboreau, La Rochelle - Arrêts desservis : Bel Air • Place Saint Christophe • Sérigny - Place de l'Ecole • Mairie (Andilly) - Rue de la Paix • Bel Ebat • Le Communal • Le Vignaud • Église • Mairie • Pèré Durand • Espace Commercial • Allemagne • Le Treuil • Collège Beauregard • Hôpital de Lafond • Place de Lafond • L.P. Rompsay • Pôle d'Echanges Jean Moulin • Esplanade des Parcs • Gare SNCF (Gare de La Rochelle) - Joffre • Place de Verdun • Gare SNCF (Gare de La Rochelle) Parvis • Lycée Vieljeux | | | | | | | | |
| 2A/2B      | Autre : | | | | | | | | |
| 2A/2B      | Dernière actualisation : — | | | | | | | | |
| 3          | La Rochelle — Gare SNCF parvis ↔ Saint-Martin-de-Ré — Croix Blanche ⥋ Les Portes-en-Ré — Salle Polyvalente | La Rochelle — Gare SNCF parvis ↔ Saint-Martin-de-Ré — Croix Blanche ⥋ Les Portes-en-Ré — Salle Polyvalente | La Rochelle — Gare SNCF parvis ↔ Saint-Martin-de-Ré — Croix Blanche ⥋ Les Portes-en-Ré — Salle Polyvalente | La Rochelle — Gare SNCF parvis ↔ Saint-Martin-de-Ré — Croix Blanche ⥋ Les Portes-en-Ré — Salle Polyvalente | La Rochelle — Gare SNCF parvis ↔ Saint-Martin-de-Ré — Croix Blanche ⥋ Les Portes-en-Ré — Salle Polyvalente | La Rochelle — Gare SNCF parvis ↔ Saint-Martin-de-Ré — Croix Blanche ⥋ Les Portes-en-Ré — Salle Polyvalente | La Rochelle — Gare SNCF parvis ↔ Saint-Martin-de-Ré — Croix Blanche ⥋ Les Portes-en-Ré — Salle Polyvalente | La Rochelle — Gare SNCF parvis ↔ Saint-Martin-de-Ré — Croix Blanche ⥋ Les Portes-en-Ré — Salle Polyvalente | La Rochelle — Gare SNCF parvis ↔ Saint-Martin-de-Ré — Croix Blanche ⥋ Les Portes-en-Ré — Salle Polyvalente |
| 3          | Ouverture / Fermeture 4 juillet 2008 / — | Longueur —                                                                                                 | Durée 85 min                                                                                               | Nb. d’arrêts 41                                                                                            | Matériel Irisbus Evadys                                                                                    | Jours de fonctionnement L, Ma, Me, J, V, S, D                                                              | Jour / Soir / Nuit / Fêtes O / N / N / N                                                                   | Voy. / an —                                                                                                | Dépôt — |
| 3          | Desserte : - Communes : La Rochelle, Rivedoux-Plage, Sainte-Marie-de-Ré, La Flotte, Saint-Martin-de-Ré, Le Bois-Plage-en-Ré, La Couarde-sur-Mer, Loix, Ars-en-Ré, Saint-Clément-des-Baleines, Les Portes-en-Ré - Arrêts desservis : Gare SNCF (Gare de La Rochelle) Parvis • Place de Verdun • Lycée Vieljeux - Avenue du 11-Novembre • Belvédère • Sablanceaux - Pôle d'Echanges • Gustave Perreau • Jules Ferry • Cimetière • Paradis • Chauvetière • Place d'Antioche • La Noue Vierge • La Noue Crapaudière • Vierge • Cocquereau • Le Port (La Flotte) • Cognacq Jay • Le Port (Saint-Martin-de-Ré) • Poudrière • Croix Blanche • Gros Jonc 2 • Marché (Le Bois-Plage-en-Ré) • Glacière • Raicheneau • Marché (La Couarde-sur-Mer) • Plage • Les Brardes • Les Prises • La Passe • Château d’Eau • Le Martray • Déviation • La Tricherie • Église • Le Gillieux • Phare des Baleines • Village Rencontres • La Conche • La Rivière • Châtaigniers • Salle Polyvalente                         | | | | | | | | |
| 3          | Autre : | | | | | | | | |
| 3          | Dernière actualisation : — | | | | | | | | |
| Ré Express | La Rochelle — Gare SNCF parvis ↔ Saint-Martin-de-Ré — Croix Blanche ⥋ Les Portes-en-Ré — Salle Polyvalente | La Rochelle — Gare SNCF parvis ↔ Saint-Martin-de-Ré — Croix Blanche ⥋ Les Portes-en-Ré — Salle Polyvalente | La Rochelle — Gare SNCF parvis ↔ Saint-Martin-de-Ré — Croix Blanche ⥋ Les Portes-en-Ré — Salle Polyvalente | La Rochelle — Gare SNCF parvis ↔ Saint-Martin-de-Ré — Croix Blanche ⥋ Les Portes-en-Ré — Salle Polyvalente | La Rochelle — Gare SNCF parvis ↔ Saint-Martin-de-Ré — Croix Blanche ⥋ Les Portes-en-Ré — Salle Polyvalente | La Rochelle — Gare SNCF parvis ↔ Saint-Martin-de-Ré — Croix Blanche ⥋ Les Portes-en-Ré — Salle Polyvalente | La Rochelle — Gare SNCF parvis ↔ Saint-Martin-de-Ré — Croix Blanche ⥋ Les Portes-en-Ré — Salle Polyvalente | La Rochelle — Gare SNCF parvis ↔ Saint-Martin-de-Ré — Croix Blanche ⥋ Les Portes-en-Ré — Salle Polyvalente | La Rochelle — Gare SNCF parvis ↔ Saint-Martin-de-Ré — Croix Blanche ⥋ Les Portes-en-Ré — Salle Polyvalente |
| Ré Express | Ouverture / Fermeture 4 juillet 2008 / — | Longueur —                                                                                                 | Durée — | Nb. d’arrêts 35                                                                                            | Matériel —                                                                                                 | Jours de fonctionnement V, S, D                                                                            | Jour / Soir / Nuit / Fêtes O / O / O / N                                                                   | Voy. / an —                                                                                                | Dépôt — |
| Ré Express | Desserte : - Communes : La Rochelle, Rivedoux-Plage, Sainte-Marie-de-Ré, La Flotte, Saint-Martin-de-Ré, Le Bois-Plage-en-Ré, La Couarde-sur-Mer, Loix, Ars-en-Ré, Saint-Clément-des-Baleines, Les Portes-en-Ré - Arrêts desservis : Gare SNCF (Gare de La Rochelle) Parvis • Gustave Perreau • Jules Ferry • Cimetière • Paradis • La Noue Crapaudière • Vierge • Cocquereau • Le Port (La Flotte) • Cognacq Jay • Le Port (Saint-Martin-de-Ré) • Poudrière • Croix Blanche • Gros Jonc 2 • Marché (Le Bois-Plage-en-Ré) • Glacière • Raicheneau • Marché (La Couarde-sur-Mer) • Plage • Les Brardes • Les Prises • La Passe • Château d’Eau • Le Martray • Déviation • La Tricherie • Église • Le Gillieux • Phare des Baleines • Village Rencontres • La Conche • La Rivière • Châtaigniers • Salle Polyvalente | | | | | | | | |
| Ré Express | Autre : Seule la montée en gare de La Rochelle est possible. | | | | | | | | |
| Ré Express | Dernière actualisation : — | | | | | | | | |
| 4          | Surgères — Collège Hélène de Fonsèque ↔ Saint-Jean-d'Angély — Gare SNCF ⥋ Matha — Salle des Fêtes | Surgères — Collège Hélène de Fonsèque ↔ Saint-Jean-d'Angély — Gare SNCF ⥋ Matha — Salle des Fêtes          | Surgères — Collège Hélène de Fonsèque ↔ Saint-Jean-d'Angély — Gare SNCF ⥋ Matha — Salle des Fêtes          | Surgères — Collège Hélène de Fonsèque ↔ Saint-Jean-d'Angély — Gare SNCF ⥋ Matha — Salle des Fêtes          | Surgères — Collège Hélène de Fonsèque ↔ Saint-Jean-d'Angély — Gare SNCF ⥋ Matha — Salle des Fêtes          | Surgères — Collège Hélène de Fonsèque ↔ Saint-Jean-d'Angély — Gare SNCF ⥋ Matha — Salle des Fêtes          | Surgères — Collège Hélène de Fonsèque ↔ Saint-Jean-d'Angély — Gare SNCF ⥋ Matha — Salle des Fêtes          | Surgères — Collège Hélène de Fonsèque ↔ Saint-Jean-d'Angély — Gare SNCF ⥋ Matha — Salle des Fêtes          | Surgères — Collège Hélène de Fonsèque ↔ Saint-Jean-d'Angély — Gare SNCF ⥋ Matha — Salle des Fêtes          |
| 4          | Ouverture / Fermeture 4 juillet 2008 / — | Longueur —                                                                                                 | Durée 90 min                                                                                               | Nb. d’arrêts 19                                                                                            | Matériel —                                                                                                 | Jours de fonctionnement L, Ma, Me, J, V, S, D                                                              | Jour / Soir / Nuit / Fêtes O / N / N / N                                                                   | Voy. / an —                                                                                                | Dépôt — |
| 4          | Desserte : - Communes : Surgères, Saint-Mard, Chervettes, Puyrolland, Nachamps, Landes, La Vergne, Saint-Jean-d'Angély, La Brousse, Blanzac-lès-Matha, Matha - Arrêts desservis : Collège Hélène de Fonsèque • Gare SNCF (Gare de Surgères) • Place du Château • Rue du 6 septembre 1944 • L'Abbaye Le Bourg • Place du Prieuré • Tournay Route de la Trézence • Église • Place Jacques Etourneau • Brocante • La Touche Route de l'Océan • Lycée A Dubreuil/Collège Texier • Atlantys • Champ de Foire • Gare SNCF (Gare de Saint-Jean-d'Angély) • Reignier - Place du Lavoir • Mairie (Blanzac-lès-Matha) • Salle des Fêtes | | | | | | | | |
| 4          | Autre : | | | | | | | | |
| 4          | Dernière actualisation : — | | | | | | | | |
| 5          | Saintes — Gare Routière ⥋ Saint-Jean-d'Angély — Gare SNCF | Saintes — Gare Routière ⥋ Saint-Jean-d'Angély — Gare SNCF                                                  | Saintes — Gare Routière ⥋ Saint-Jean-d'Angély — Gare SNCF                                                  | Saintes — Gare Routière ⥋ Saint-Jean-d'Angély — Gare SNCF                                                  | Saintes — Gare Routière ⥋ Saint-Jean-d'Angély — Gare SNCF                                                  | Saintes — Gare Routière ⥋ Saint-Jean-d'Angély — Gare SNCF                                                  | Saintes — Gare Routière ⥋ Saint-Jean-d'Angély — Gare SNCF                                                  | Saintes — Gare Routière ⥋ Saint-Jean-d'Angély — Gare SNCF                                                  | Saintes — Gare Routière ⥋ Saint-Jean-d'Angély — Gare SNCF                                                  |
| 5          | Ouverture / Fermeture 4 juillet 2008 / — | Longueur —                                                                                                 | Durée 60 min                                                                                               | Nb. d’arrêts 11                                                                                            | Matériel —                                                                                                 | Jours de fonctionnement L, Ma, Me, J, V, S, D                                                              | Jour / Soir / Nuit / Fêtes O / N / N / N                                                                   | Voy. / an —                                                                                                | Dépôt — |
| 5          | Desserte : - Communes : Saintes, Fontcouverte, Vénérand, Écoyeux, Saint-Hilaire-de-Villefranche, Asnières-la-Giraud, Saint-Jean-d'Angély - Arrêts desservis : Gare Routière (Saintes)• Gare SNCF (Gare de Saintes)• Collège Agrippa d’Aubigné • Ecole Primaire • Mairie (Vénérand) • Roulerie • Mairie (Saint-Hilaire-de-Villefranche) • Mairie (Asnières-la-Giraud) • Lycée A Dubreuil/Collège Texier • Champ de Foire • Gare SNCF (Gare de Saint-Jean-d'Angély) | | | | | | | | |
| 5          | Autre : | | | | | | | | |
| 5          | Dernière actualisation : — | | | | | | | | |
| 6          | Saint-Pierre-d'Oléron — Gare Routière ↔ Rochefort — Merleau/Grimaux ⥋ Surgères — Place du Château | Saint-Pierre-d'Oléron — Gare Routière ↔ Rochefort — Merleau/Grimaux ⥋ Surgères — Place du Château          | Saint-Pierre-d'Oléron — Gare Routière ↔ Rochefort — Merleau/Grimaux ⥋ Surgères — Place du Château          | Saint-Pierre-d'Oléron — Gare Routière ↔ Rochefort — Merleau/Grimaux ⥋ Surgères — Place du Château          | Saint-Pierre-d'Oléron — Gare Routière ↔ Rochefort — Merleau/Grimaux ⥋ Surgères — Place du Château          | Saint-Pierre-d'Oléron — Gare Routière ↔ Rochefort — Merleau/Grimaux ⥋ Surgères — Place du Château          | Saint-Pierre-d'Oléron — Gare Routière ↔ Rochefort — Merleau/Grimaux ⥋ Surgères — Place du Château          | Saint-Pierre-d'Oléron — Gare Routière ↔ Rochefort — Merleau/Grimaux ⥋ Surgères — Place du Château          | Saint-Pierre-d'Oléron — Gare Routière ↔ Rochefort — Merleau/Grimaux ⥋ Surgères — Place du Château          |
| 6          | Ouverture / Fermeture 4 juillet 2008 / — | Longueur —                                                                                                 | Durée 124 min                                                                                              | Nb. d’arrêts 24                                                                                            | Matériel Irisbus Arès                                                                                      | Jours de fonctionnement L, Ma, Me, J, V, S                                                                 | Jour / Soir / Nuit / Fêtes O / N / N / N                                                                   | Voy. / an —                                                                                                | Dépôt — |
| 6          | Desserte : - Communes : Saint-Pierre-d'Oléron, Dolus-d'Oléron, Le Château-d'Oléron, Bourcefranc-le-Chapus, Marennes, Saint-Agnant, Rochefort, Muron, Saint-Germain-de-Marencennes, Surgères - Arrêts desservis : Gare Routière (Saint-Pierre-d'Oléron) • Gare Routière (Dolus-d'Oléron) • La Gaconnière • Porte d'Ors • Lycée de la Mer • Mairie (Bourcefranc-le-Chapus) • La Chainade • Place Carnot • Jean Monnet • La Bridoire • Avenue des Déportés • Roy Bry • Gare SNCF (Gare de Rochefort) • Merleau/Grimaux • Île d'Albe • Les Bernardeaux • Grand Fief • Les Bugaudières • Brettes • Les Ances • Place Saint André • Gare SNCF (Gare de Surgères) • Collège Hélène de Fonsèque • Place du Château | | | | | | | | |
| 6          | Autre : | | | | | | | | |
| 6          | Dernière actualisation : — | | | | | | | | |
| 6 Express  | Saint-Pierre-d'Oléron — Gare Routière ↔ Rochefort — Gare SNCF ⥋ Surgères — Gare SNCF | Saint-Pierre-d'Oléron — Gare Routière ↔ Rochefort — Gare SNCF ⥋ Surgères — Gare SNCF                       | Saint-Pierre-d'Oléron — Gare Routière ↔ Rochefort — Gare SNCF ⥋ Surgères — Gare SNCF                       | Saint-Pierre-d'Oléron — Gare Routière ↔ Rochefort — Gare SNCF ⥋ Surgères — Gare SNCF                       | Saint-Pierre-d'Oléron — Gare Routière ↔ Rochefort — Gare SNCF ⥋ Surgères — Gare SNCF                       | Saint-Pierre-d'Oléron — Gare Routière ↔ Rochefort — Gare SNCF ⥋ Surgères — Gare SNCF                       | Saint-Pierre-d'Oléron — Gare Routière ↔ Rochefort — Gare SNCF ⥋ Surgères — Gare SNCF                       | Saint-Pierre-d'Oléron — Gare Routière ↔ Rochefort — Gare SNCF ⥋ Surgères — Gare SNCF                       | Saint-Pierre-d'Oléron — Gare Routière ↔ Rochefort — Gare SNCF ⥋ Surgères — Gare SNCF                       |
| 6 Express  | Ouverture / Fermeture 4 juillet 2008 / — | Longueur —                                                                                                 | Durée 102 min                                                                                              | Nb. d’arrêts 11                                                                                            | Matériel Mercedes Intouro                                                                                  | Jours de fonctionnement L, Ma, Me, J, V, S, D                                                              | Jour / Soir / Nuit / Fêtes O / O / N / N                                                                   | Voy. / an —                                                                                                | Dépôt — |
| 6 Express  | Desserte : - Communes : Saint-Pierre-d'Oléron, Dolus-d'Oléron, Le Château-d'Oléron, Bourcefranc-le-Chapus, Marennes, Rochefort, Surgères - Arrêts desservis : Gare Routière (Saint-Pierre-d'Oléron) • Gare Routière (Dolus-d'Oléron) • La Gaconnière • Porte d'Ors • Lycée de la Mer • Mairie (Bourcefranc-le-Chapus) • La Chainade • Place Carnot • Gare SNCF (Gare de Rochefort) • Gare SNCF (Gare de Surgères) | | | | | | | | |
| 6 Express  | Autre : | | | | | | | | |
| 6 Express  | Dernière actualisation : — | | | | | | | | |
| 7          | Rochefort — Roy Bry ⥋ Saint-Jean-d'Angély — Gare SNCF | Rochefort — Roy Bry ⥋ Saint-Jean-d'Angély — Gare SNCF                                                      | Rochefort — Roy Bry ⥋ Saint-Jean-d'Angély — Gare SNCF                                                      | Rochefort — Roy Bry ⥋ Saint-Jean-d'Angély — Gare SNCF                                                      | Rochefort — Roy Bry ⥋ Saint-Jean-d'Angély — Gare SNCF                                                      | Rochefort — Roy Bry ⥋ Saint-Jean-d'Angély — Gare SNCF                                                      | Rochefort — Roy Bry ⥋ Saint-Jean-d'Angély — Gare SNCF                                                      | Rochefort — Roy Bry ⥋ Saint-Jean-d'Angély — Gare SNCF                                                      | Rochefort — Roy Bry ⥋ Saint-Jean-d'Angély — Gare SNCF                                                      |
| 7          | Ouverture / Fermeture 4 juillet 2008 / — | Longueur —                                                                                                 | Durée 60 min                                                                                               | Nb. d’arrêts 14                                                                                            | Matériel —                                                                                                 | Jours de fonctionnement L, Ma, Me, J, V, S, D                                                              | Jour / Soir / Nuit / Fêtes O / N / N / N                                                                   | Voy. / an —                                                                                                | Dépôt — |
| 7          | Desserte : - Communes : Rochefort, Tonnay-Charente, Lussant, Tonnay-Boutonne, Les Nouillers, Saint-Jean-d'Angély - Arrêts desservis : Roy Bry • Thermes • Gare SNCF (Gare de Rochefort) • Merleau/Grimaux • Stade • Joliot Curie • Valentin • Bourg • Mairie (Tonnay-Boutonne) - Rue de Rochefort • Église • La Chaine • Lycée A Dubreuil/Collège Texier • Avenue de Saintes • Gare SNCF (Gare de Saint-Jean-d'Angély) | | | | | | | | |
| 7          | Autre : | | | | | | | | |
| 7          | Dernière actualisation : — | | | | | | | | |
| 8          | Saintes — Gare SNCF ⥋ Marennes — Place Carnot | Saintes — Gare SNCF ⥋ Marennes — Place Carnot                                                              | Saintes — Gare SNCF ⥋ Marennes — Place Carnot                                                              | Saintes — Gare SNCF ⥋ Marennes — Place Carnot                                                              | Saintes — Gare SNCF ⥋ Marennes — Place Carnot                                                              | Saintes — Gare SNCF ⥋ Marennes — Place Carnot                                                              | Saintes — Gare SNCF ⥋ Marennes — Place Carnot                                                              | Saintes — Gare SNCF ⥋ Marennes — Place Carnot                                                              | Saintes — Gare SNCF ⥋ Marennes — Place Carnot                                                              |
| 8          | Ouverture / Fermeture 4 juillet 2008 / — | Longueur —                                                                                                 | Durée 77 min                                                                                               | Nb. d’arrêts 18                                                                                            | Matériel —                                                                                                 | Jours de fonctionnement L, Ma, Me, J, V, S, D                                                              | Jour / Soir / Nuit / Fêtes O / N / N / N                                                                   | Voy. / an —                                                                                                | Dépôt — |
| 8          | Desserte : - Communes : Saintes, La Clisse, Corme-Royal, Balanzac, Nancras, Sainte-Gemme, Le Gua, Saint-Just-Luzac, Marennes - Arrêts desservis : Gare SNCF (Gare de Saintes) • Gare Routière (Saintes) • Institut Notre Dame • Hôpital A. Paré • CFA • Champagne Saint Georges • La Feuillée • Mairie (La Clisse) • Les Grandes Roches • Ecole • Mairie (Balanzac) • Rue de Saintonge • Ferme de Magné • Cadeuil • Place Eugène Papin • Route Nationale • Collège Jean Hay • Place Carnot | | | | | | | | |
| 8          | Autre : | | | | | | | | |
| 8          | Dernière actualisation : — | | | | | | | | |
| 9          | La Rochelle — Place de Verdun ⥋ Rochefort — Roy Bry | La Rochelle — Place de Verdun ⥋ Rochefort — Roy Bry                                                        | La Rochelle — Place de Verdun ⥋ Rochefort — Roy Bry                                                        | La Rochelle — Place de Verdun ⥋ Rochefort — Roy Bry                                                        | La Rochelle — Place de Verdun ⥋ Rochefort — Roy Bry                                                        | La Rochelle — Place de Verdun ⥋ Rochefort — Roy Bry                                                        | La Rochelle — Place de Verdun ⥋ Rochefort — Roy Bry                                                        | La Rochelle — Place de Verdun ⥋ Rochefort — Roy Bry                                                        | La Rochelle — Place de Verdun ⥋ Rochefort — Roy Bry                                                        |
| 9          | Ouverture / Fermeture 4 juillet 2008 / — | Longueur —                                                                                                 | Durée 70 min                                                                                               | Nb. d’arrêts 20                                                                                            | Matériel —                                                                                                 | Jours de fonctionnement L, Ma, Me, J, V, S, D                                                              | Jour / Soir / Nuit / Fêtes O / N / N / N                                                                   | Voy. / an —                                                                                                | Dépôt — |
| 9          | Desserte : - Communes : La Rochelle, Aytré, Angoulins, Yves, Saint-Laurent-de-la-Prée, Vergeroux, Rochefort - Arrêts desservis : Place de Verdun • Gare SNCF (Gare de La Rochelle) - Joffre • Octroi • Normandin • Pôle d'Echanges Jean Moulin • Alstom • Les Cèdres • Les Tertres • Office de Tourisme • Le Marouillet • Église • Le Coteau • Halte TER • Mairie (Vergeroux) • Brillouet - D137 • Avenue d'Aunis - • Merleau/Grimaux • Gare SNCF (Gare de Rochefort) • Thermes • Roy Bry | | | | | | | | |
| 9          | Autre : | | | | | | | | |
| 9          | Dernière actualisation : — | | | | | | | | |
| 10         | Saintes — Gare SNCF ⥋ Rochefort — Roy Bry | Saintes — Gare SNCF ⥋ Rochefort — Roy Bry                                                                  | Saintes — Gare SNCF ⥋ Rochefort — Roy Bry                                                                  | Saintes — Gare SNCF ⥋ Rochefort — Roy Bry                                                                  | Saintes — Gare SNCF ⥋ Rochefort — Roy Bry                                                                  | Saintes — Gare SNCF ⥋ Rochefort — Roy Bry                                                                  | Saintes — Gare SNCF ⥋ Rochefort — Roy Bry                                                                  | Saintes — Gare SNCF ⥋ Rochefort — Roy Bry                                                                  | Saintes — Gare SNCF ⥋ Rochefort — Roy Bry                                                                  |
| 10         | Ouverture / Fermeture 4 juillet 2008 / — | Longueur —                                                                                                 | Durée 70 min                                                                                               | Nb. d’arrêts 17                                                                                            | Matériel —                                                                                                 | Jours de fonctionnement L, Ma, Me, J, V, S, D                                                              | Jour / Soir / Nuit / Fêtes O / N / N / N                                                                   | Voy. / an —                                                                                                | Dépôt — |
| 10         | Desserte : - Communes : Saintes, Saint-Georges-des-Coteaux, Saint-Porchaire, Beurlay, Saint-Hippolyte, Tonnay-Charente, Rochefort - Arrêts desservis : Gare SNCF (Gare de Saintes) • Champagne Saint Georges • Hôpital A. Paré • Institut Notre Dame • CFA • Gare Routière (Saintes) • La Vallée • Rulon • Salle des Fêtes • Mairie (Beurlay) • Ecole • Joliot Curie • La Fraternité • Merleau / Grimaux • Gare SNCF (Gare de Rochefort) • Thermes • Roy Bry | | | | | | | | |
| 10         | Autre : | | | | | | | | |
| 10         | Dernière actualisation : — | | | | | | | | |
| 11A/11B    | Surgères — Place du Château ⥋ La Rochelle — Place de Verdun | Surgères — Place du Château ⥋ La Rochelle — Place de Verdun                                                | Surgères — Place du Château ⥋ La Rochelle — Place de Verdun                                                | Surgères — Place du Château ⥋ La Rochelle — Place de Verdun                                                | Surgères — Place du Château ⥋ La Rochelle — Place de Verdun                                                | Surgères — Place du Château ⥋ La Rochelle — Place de Verdun                                                | Surgères — Place du Château ⥋ La Rochelle — Place de Verdun                                                | Surgères — Place du Château ⥋ La Rochelle — Place de Verdun                                                | Surgères — Place du Château ⥋ La Rochelle — Place de Verdun                                                |
| 11A/11B    | Ouverture / Fermeture 4 juillet 2008 / — | Longueur —                                                                                                 | Durée 75 min                                                                                               | Nb. d’arrêts 43                                                                                            | Matériel Mercedes Intouro                                                                                  | Jours de fonctionnement L, Ma, Me, J, V, S, D                                                              | Jour / Soir / Nuit / Fêtes O / N / N / N                                                                   | Voy. / an —                                                                                                | Dépôt — |
| 11A/11B    | Desserte : - Communes : Surgères, Chambon, Forges, Aigrefeuille-d'Aunis, Le Thou, Saint-Christophe, La Jarrie, Croix-Chapeau, Clavette, Salles-sur-Mer, La Jarne, Aytré, Périgny, La Rochelle - Arrêts desservis : Place du Château • Collège Hélène de Fonsèque • Gare SNCF (Gare de Surgères) • ZI. Ouest • Le Cher • RD 939 • Château d'Eau • Puydrouard - Rue du Calvaire • Puydrouard - Rue du Relais • La Planterie - Le Godinet • Fief de Soubise • Collège André Dulin • Stade • La Fragnée • Église • Cigogne • Charmeneuil • La Folie • Fief Girard • Puyvineux - Chemin des Fous • Les Abeilles • Collège Françoise Dolto • La Trigalle • Boulangerie • Rue du Chat • Grolleau - Le Puits • Grolleau - Grande Rue • Croix Fort • Mairie (Clavette) • ZAC de l'Aubépin • La Girardière • Ecoles • Belle Aire • Jules Ferry • Alstom • Passy • Joliot Curie • La Courbe • Octroi • Lycée Valin • Pôle d'Echanges Jean Moulin • Gare SNCF (Gare de La Rochelle) - Joffre • Place de Verdun | | | | | | | | |
| 11A/11B    | Autre : | | | | | | | | |
| 11A/11B    | Dernière actualisation : — | | | | | | | | |
| 12         | Royan — Gare Multimodale ⥋ Saintes — Collège Quinet | Royan — Gare Multimodale ⥋ Saintes — Collège Quinet                                                        | Royan — Gare Multimodale ⥋ Saintes — Collège Quinet                                                        | Royan — Gare Multimodale ⥋ Saintes — Collège Quinet                                                        | Royan — Gare Multimodale ⥋ Saintes — Collège Quinet                                                        | Royan — Gare Multimodale ⥋ Saintes — Collège Quinet                                                        | Royan — Gare Multimodale ⥋ Saintes — Collège Quinet                                                        | Royan — Gare Multimodale ⥋ Saintes — Collège Quinet                                                        | Royan — Gare Multimodale ⥋ Saintes — Collège Quinet                                                        |
| 12         | Ouverture / Fermeture 4 juillet 2008 / — | Longueur —                                                                                                 | Durée 77 min                                                                                               | Nb. d’arrêts 20                                                                                            | Matériel —                                                                                                 | Jours de fonctionnement L, Ma, Me, J, V, S, D                                                              | Jour / Soir / Nuit / Fêtes O / N / N / N                                                                   | Voy. / an —                                                                                                | Dépôt — |
| 12         | Desserte : - Communes : Royan, Médis, Saujon, Sablonceaux, Saint-Romain-de-Benet, Pisany, Pessines, Saintes - Arrêts desservis : Gare Multimodale (Royan) • Lycée Cordouan • Centre Bourg - Route de Saujon • Gare SNCF (Gare de Saujon) • Mairie (Saujon) • Place Richelieu • Les Frogers • Camp César • Rue de la côte de Beauté • Villeneuve • Place des Halles • Mairie (Pessines) • Champagne Saint Georges • Hôpital A. Paré • Institut Notre Dame • Gare Routière (Saintes) • Gare SNCF (Gare de Saintes) • Lycée Palissy • Collège Quinet | | | | | | | | |
| 12         | Autre : | | | | | | | | |
| 12         | Dernière actualisation : — | | | | | | | | |
| 13         | Pons — Gare SNCF ⥋ Saintes — Gare SNCF | Pons — Gare SNCF ⥋ Saintes — Gare SNCF                                                                     | Pons — Gare SNCF ⥋ Saintes — Gare SNCF                                                                     | Pons — Gare SNCF ⥋ Saintes — Gare SNCF                                                                     | Pons — Gare SNCF ⥋ Saintes — Gare SNCF                                                                     | Pons — Gare SNCF ⥋ Saintes — Gare SNCF                                                                     | Pons — Gare SNCF ⥋ Saintes — Gare SNCF                                                                     | Pons — Gare SNCF ⥋ Saintes — Gare SNCF                                                                     | Pons — Gare SNCF ⥋ Saintes — Gare SNCF                                                                     |
| 13         | Ouverture / Fermeture 4 juillet 2008 / — | Longueur —                                                                                                 | Durée 75 min                                                                                               | Nb. d’arrêts 29                                                                                            | Matériel —                                                                                                 | Jours de fonctionnement L, Ma, Me, J, V, S, D                                                              | Jour / Soir / Nuit / Fêtes O / N / N / N                                                                   | Voy. / an —                                                                                                | Dépôt — |
| 13         | Desserte : - Communes : Pons, Jazennes, Villars-en-Pons, Saint-Léger, Berneuil, La Jard, Préguillac, Les Gonds, Saintes - Arrêts desservis : Gare SNCF (Gare de Pons) • Saint Vivien Rond-Point des Pélerins • Avenue Gabriel Moreau • Les Chevaliers • Mairie (Jazennes) • CRF Route de Jazennes • Les Tallas • Salle des Fêtes • La Brande • Chez Salignac • Mairie (La Jard) • Conis • Mairie (Berneuil) • La Borderie • Église • Poitevinière • Église • Les Olliveaux • Les Breuils • Moulin de Diet • Lycée Bellevue • Collège Quinet • Champagne Saint Georges • Hôpital A. Paré • Institut Notre Dame • Gare Routière (Saintes) • Lycée Palissy • Agrippa d'Aubigné • Gare SNCF (Gare de Saintes) | | | | | | | | |
| 13         | Autre : | | | | | | | | |
| 13         | Dernière actualisation : — | | | | | | | | |
| 14         | Pons — Avenue Gabriel Moreau ⥋ Jonzac — Gare SNCF | Pons — Avenue Gabriel Moreau ⥋ Jonzac — Gare SNCF                                                          | Pons — Avenue Gabriel Moreau ⥋ Jonzac — Gare SNCF                                                          | Pons — Avenue Gabriel Moreau ⥋ Jonzac — Gare SNCF                                                          | Pons — Avenue Gabriel Moreau ⥋ Jonzac — Gare SNCF                                                          | Pons — Avenue Gabriel Moreau ⥋ Jonzac — Gare SNCF                                                          | Pons — Avenue Gabriel Moreau ⥋ Jonzac — Gare SNCF                                                          | Pons — Avenue Gabriel Moreau ⥋ Jonzac — Gare SNCF                                                          | Pons — Avenue Gabriel Moreau ⥋ Jonzac — Gare SNCF                                                          |
| 14         | Ouverture / Fermeture 4 juillet 2008 / — | Longueur —                                                                                                 | Durée 43 min                                                                                               | Nb. d’arrêts 12                                                                                            | Matériel —                                                                                                 | Jours de fonctionnement L, Ma, Me, J, V, S, D                                                              | Jour / Soir / Nuit / Fêtes O / N / N / N                                                                   | Voy. / an —                                                                                                | Dépôt — |
| 14         | Desserte : - Communes : Pons, Avy, Marignac, Chadenac, Clam, Jonzac - Arrêts desservis : Avenue Gabriel Moreau • Saint Vivien Rond-Point des Pélerins • Gare SNCF (Gare de Pons) • Rue du Médoc • Chez Richard • Stade • Parking André Malraux • Carrefour Laiterie • Le Pont d'Usseau • Ecole • Place du Champ de Foire • Gare SNCF (Gare de Jonzac) | | | | | | | | |
| 14         | Autre : | | | | | | | | |
| 14         | Dernière actualisation : — | | | | | | | | |
| 16         | Royan — Gare Multimodale ⥋ La Rochelle — Place de Verdun | Royan — Gare Multimodale ⥋ La Rochelle — Place de Verdun                                                   | Royan — Gare Multimodale ⥋ La Rochelle — Place de Verdun                                                   | Royan — Gare Multimodale ⥋ La Rochelle — Place de Verdun                                                   | Royan — Gare Multimodale ⥋ La Rochelle — Place de Verdun                                                   | Royan — Gare Multimodale ⥋ La Rochelle — Place de Verdun                                                   | Royan — Gare Multimodale ⥋ La Rochelle — Place de Verdun                                                   | Royan — Gare Multimodale ⥋ La Rochelle — Place de Verdun                                                   | Royan — Gare Multimodale ⥋ La Rochelle — Place de Verdun                                                   |
| 16         | Ouverture / Fermeture 4 juillet 2008 / — | Longueur —                                                                                                 | Durée 98 min                                                                                               | Nb. d’arrêts 13                                                                                            | Matériel —                                                                                                 | Jours de fonctionnement L, Ma, Me, J, V, S, D                                                              | Jour / Soir / Nuit / Fêtes O / N / N / N                                                                   | Voy. / an —                                                                                                | Dépôt — |
| 16         | Desserte : - Communes : Royan, Le Gua, Rochefort, Aytré, La Rochelle - Arrêts desservis : Gare Multimodale (Royan) • Cadeuil • Roy Bry • Thermes • Gare SNCF (Gare de Rochefort) • Avenue d'Aunis • Brillouet - D137 • Les Cèdres • Alstom • La Courbe • Octroi • Gare SNCF (Gare de La Rochelle) - Joffre • Place de Verdun | | | | | | | | |
| 16         | Autre : - Part depuis l'arrêt "Lycée Cordouan" à Royan seulement le vendredi à 18h25 et les jours de sortie scolaire. | | | | | | | | |
| 16         | Dernière actualisation : — | | | | | | | | |
| 17         | Saintes — Gare SNCF ↔ Montguyon - Rue des Écoles ⥋ Saint-Aigulin — Mairie | Saintes — Gare SNCF ↔ Montguyon - Rue des Écoles ⥋ Saint-Aigulin — Mairie                                  | Saintes — Gare SNCF ↔ Montguyon - Rue des Écoles ⥋ Saint-Aigulin — Mairie                                  | Saintes — Gare SNCF ↔ Montguyon - Rue des Écoles ⥋ Saint-Aigulin — Mairie                                  | Saintes — Gare SNCF ↔ Montguyon - Rue des Écoles ⥋ Saint-Aigulin — Mairie                                  | Saintes — Gare SNCF ↔ Montguyon - Rue des Écoles ⥋ Saint-Aigulin — Mairie                                  | Saintes — Gare SNCF ↔ Montguyon - Rue des Écoles ⥋ Saint-Aigulin — Mairie                                  | Saintes — Gare SNCF ↔ Montguyon - Rue des Écoles ⥋ Saint-Aigulin — Mairie                                  | Saintes — Gare SNCF ↔ Montguyon - Rue des Écoles ⥋ Saint-Aigulin — Mairie                                  |
| 17         | Ouverture / Fermeture 4 juillet 2008 / — | Longueur —                                                                                                 | Durée 78 min                                                                                               | Nb. d’arrêts 26                                                                                            | Matériel —                                                                                                 | Jours de fonctionnement L, Ma, Me, J, V                                                                    | Jour / Soir / Nuit / Fêtes O / O / N / N                                                                   | Voy. / an —                                                                                                | Dépôt — |
| 17         | Desserte : - Communes : Saintes, Préguillac, Berneuil, Villars-en-Pons, Jazennes, Pons, Belluire, Saint-Genis-de-Saintonge, Plassac, Consac, Saint-Dizant-du-Bois, Mirambeau, Soubran, Courpignac, Chamouillac, Montendre, Chepniers, Montlieu-la-Garde, Montguyon, Le Fouilloux, Saint-Aigulin - Arrêts desservis : Gare SNCF (Gare de Saintes) • Gare Routière (Saintes) • Les Olliveaux • Église • Poitevinière • La Borderie • Mairie • Carrefour route de Jazennes • Mairie • Saint Vivien Rond-Point des Pélerins • Gare SNCF (Gare de Pons) • Route de Belluire - D137 • Champ de Foire • Église • La Bergerie - D137 • Le Pérou • Rue des Ecoles • Bourg - Place des Potiers • D730 • D730 • Gare SNCF ( Gare de Montendre) • Poste • Hôtel des Deux Charentes • Rue des Ecoles • Le Grand Pineau • Mairie (Saint-Aigulin) | | | | | | | | |
| 17         | Autre : | | | | | | | | |
| 17         | Dernière actualisation : — | | | | | | | | |
| 18         | Siecq — Bourg ⥋ Saintes — Lycée Palissy | Siecq — Bourg ⥋ Saintes — Lycée Palissy                                                                    | Siecq — Bourg ⥋ Saintes — Lycée Palissy                                                                    | Siecq — Bourg ⥋ Saintes — Lycée Palissy                                                                    | Siecq — Bourg ⥋ Saintes — Lycée Palissy                                                                    | Siecq — Bourg ⥋ Saintes — Lycée Palissy                                                                    | Siecq — Bourg ⥋ Saintes — Lycée Palissy                                                                    | Siecq — Bourg ⥋ Saintes — Lycée Palissy                                                                    | Siecq — Bourg ⥋ Saintes — Lycée Palissy                                                                    |
| 18         | Ouverture / Fermeture 4 juillet 2008 / — | Longueur —                                                                                                 | Durée 107 min                                                                                              | Nb. d’arrêts 21                                                                                            | Matériel —                                                                                                 | Jours de fonctionnement L, Ma, Me, J, V                                                                    | Jour / Soir / Nuit / Fêtes O / N / N / N                                                                   | Voy. / an —                                                                                                | Dépôt — |
| 18         | Desserte : - Communes : Siecq, Ballans, Louzignac, Matha, Prignac, Courcerac, Aujac, Authon-Ébéon, Migron, Villars-les-Bois, Burie, Saint-Bris-des-Bois, Saint-Césaire, La Chapelle-des-Pots, Chaniers, Saintes - Arrêts desservis : Bourg • Église • Mairie (Louzignac) • Église Saint Hérie • Rue Goulbenèze • Rue d'Authon • Rue de l'Orioux • Place de l'Eglise • Azac • Tournay • Avenue de Saintonge • Chautabry • Salle des Fêtes • Pouvet - D731 • Mairie (Burie) • Commerce • Les Bujoliers • Ecole • Chez Natier - D131 • Agrippa d'Aubigné • Lycée Palissy | | | | | | | | |
| 18         | Autre : | | | | | | | | |
| 18         | Dernière actualisation : — | | | | | | | | |
| 19         | Lorignac — Place de l'École ⥋ Saintes — CFA | Lorignac — Place de l'École ⥋ Saintes — CFA                                                                | Lorignac — Place de l'École ⥋ Saintes — CFA                                                                | Lorignac — Place de l'École ⥋ Saintes — CFA                                                                | Lorignac — Place de l'École ⥋ Saintes — CFA                                                                | Lorignac — Place de l'École ⥋ Saintes — CFA                                                                | Lorignac — Place de l'École ⥋ Saintes — CFA                                                                | Lorignac — Place de l'École ⥋ Saintes — CFA                                                                | Lorignac — Place de l'École ⥋ Saintes — CFA                                                                |
| 19         | Ouverture / Fermeture 4 juillet 2008 / — | Longueur —                                                                                                 | Durée 88 min                                                                                               | Nb. d’arrêts 17                                                                                            | Matériel —                                                                                                 | Jours de fonctionnement L, Ma, Me, J, V                                                                    | Jour / Soir / Nuit / Fêtes O / N / N / N                                                                   | Voy. / an —                                                                                                | Dépôt — |
| 19         | Desserte : - Communes : Lorignac, Saint-Dizant-du-Gua, Saint-Fort-sur-Gironde, Brie-sous-Mortagne, Mortagne-sur-Gironde, Boutenac-Touvent, Virollet, Gémozac, Saint-Simon-de-Pellouaille, Tesson, Thénac, Saintes - Arrêts desservis : Place de l'Ecole • Ecole Primaire - Place des Anciens Combattants • Mairie (Saint-Fort-sur-Gironde) • Mairie (Brie-sous-Mortagne) • Place Gambetta • Office de Tourisme • Le Moulin de la Lande • Touvent - Rue de l’Estuaire • Le Roc des Aires • Poste - Avenue de la Victoire • Les Sorignets - CRF D6 • Les Séguineries - CRF D6 • Poste (Tesson) • Chadennes - D6 • Poste (Thénac) • Collège Quinet • CFA | | | | | | | | |
| 19         | Autre : | | | | | | | | |
| 19         | Dernière actualisation : — | | | | | | | | |
| 20         | Pons — Saint-Vivien - Rond-Point des Pélerins ⥋ Montendre — Gare SNCF | Pons — Saint-Vivien - Rond-Point des Pélerins ⥋ Montendre — Gare SNCF                                      | Pons — Saint-Vivien - Rond-Point des Pélerins ⥋ Montendre — Gare SNCF                                      | Pons — Saint-Vivien - Rond-Point des Pélerins ⥋ Montendre — Gare SNCF                                      | Pons — Saint-Vivien - Rond-Point des Pélerins ⥋ Montendre — Gare SNCF                                      | Pons — Saint-Vivien - Rond-Point des Pélerins ⥋ Montendre — Gare SNCF                                      | Pons — Saint-Vivien - Rond-Point des Pélerins ⥋ Montendre — Gare SNCF                                      | Pons — Saint-Vivien - Rond-Point des Pélerins ⥋ Montendre — Gare SNCF                                      | Pons — Saint-Vivien - Rond-Point des Pélerins ⥋ Montendre — Gare SNCF                                      |
| 20         | Ouverture / Fermeture 4 juillet 2008 / — | Longueur —                                                                                                 | Durée 45 min                                                                                               | Nb. d’arrêts 6                                                                                             | Matériel —                                                                                                 | Jours de fonctionnement L, Ma, Me, J, V, S                                                                 | Jour / Soir / Nuit / Fêtes O / N / N / N                                                                   | Voy. / an —                                                                                                | Dépôt — |
| 20         | Desserte : - Communes : Pons, Jonzac, Montendre - Arrêts desservis : Saint-Vivien - Rond-Point des Pélerins • Gare SNCF (Gare de Pons) • Champ de Foire • Gare SNCF (Gare de Jonzac) • Place Raymond Paillé • Gare SNCF (Gare de Montendre) | | | | | | | | |
| 20         | Autre : - Cette ligne ne circule pas le dimanche et les jours fériés. - Cette ligne fonctionne avec des horaires sur réservation. | | | | | | | | |
| 20         | Dernière actualisation : — | | | | | | | | |
| 21         | La Rochelle — Gare SNCF - Parvis ⥋ Courçon — Jean Monnet | La Rochelle — Gare SNCF - Parvis ⥋ Courçon — Jean Monnet                                                   | La Rochelle — Gare SNCF - Parvis ⥋ Courçon — Jean Monnet                                                   | La Rochelle — Gare SNCF - Parvis ⥋ Courçon — Jean Monnet                                                   | La Rochelle — Gare SNCF - Parvis ⥋ Courçon — Jean Monnet                                                   | La Rochelle — Gare SNCF - Parvis ⥋ Courçon — Jean Monnet                                                   | La Rochelle — Gare SNCF - Parvis ⥋ Courçon — Jean Monnet                                                   | La Rochelle — Gare SNCF - Parvis ⥋ Courçon — Jean Monnet                                                   | La Rochelle — Gare SNCF - Parvis ⥋ Courçon — Jean Monnet                                                   |
| 21         | Ouverture / Fermeture 4 juillet 2008 / — | Longueur —                                                                                                 | Durée 65 min                                                                                               | Nb. d’arrêts 10                                                                                            | Matériel —                                                                                                 | Jours de fonctionnement L, Ma, Me, J, V, S                                                                 | Jour / Soir / Nuit / Fêtes O / N / N / N                                                                   | Voy. / an —                                                                                                | Dépôt — |
| 21         | Desserte : - Communes : La Rochelle, Puilboreau, Nuaille-d'Aunis, Saint-Sauveur-d'Aunis, Saint-Jean-de-Liversay, Courçon - Arrêts desservis : Gare SNCF (Gare de La Rochelle) - Parvis • Place de Verdun 1 • Le Treuil • Allemagne • Espace Commercial • Gendarmerie • Place de l'Eglise • Route de La Rochelle • Moulins des Prées • Jean Monnet | | | | | | | | |
| 21         | Autre : - Cette ligne ne circule pas le dimanche et les jours fériés. | | | | | | | | |
| 21         | Dernière actualisation : — | | | | | | | | |
| 23         | Saint-Pierre-d'Oléron — Gare Routière ⥋ La Rochelle — Place de Verdun | Saint-Pierre-d'Oléron — Gare Routière ⥋ La Rochelle — Place de Verdun                                      | Saint-Pierre-d'Oléron — Gare Routière ⥋ La Rochelle — Place de Verdun                                      | Saint-Pierre-d'Oléron — Gare Routière ⥋ La Rochelle — Place de Verdun                                      | Saint-Pierre-d'Oléron — Gare Routière ⥋ La Rochelle — Place de Verdun                                      | Saint-Pierre-d'Oléron — Gare Routière ⥋ La Rochelle — Place de Verdun                                      | Saint-Pierre-d'Oléron — Gare Routière ⥋ La Rochelle — Place de Verdun                                      | Saint-Pierre-d'Oléron — Gare Routière ⥋ La Rochelle — Place de Verdun                                      | Saint-Pierre-d'Oléron — Gare Routière ⥋ La Rochelle — Place de Verdun                                      |
| 23         | Ouverture / Fermeture 4 juillet 2008 / — | Longueur —                                                                                                 | Durée 106 min                                                                                              | Nb. d’arrêts 12                                                                                            | Matériel —                                                                                                 | Jours de fonctionnement L, Ma, Me, J, V, S, D                                                              | Jour / Soir / Nuit / Fêtes O / N / N / N                                                                   | Voy. / an —                                                                                                | Dépôt — |
| 23         | Desserte : - Communes : Saint-Pierre-d'Oléron, Dolus-d'Oléron, Château-d'Oléron, Marennes, Rochefort, Aytré, La Rochelle - Arrêts desservis : Gare Routière (Saint-Pierre-d'Oléron) • Gare Routière (Dolus-d'Oléron) • Porte d'Ors • La Chainade • Place Carnot • Brillouet - D137 • Les Cèdres • Alstom • La Courbe • Octroi • Gare SNCF (Gare de La Rochelle) - Parvis • Place de Verdun | | | | | | | | |
| 23         | Autre : . | | | | | | | | |
| 23         | Dernière actualisation : — | | | | | | | | |

## Parc de véhicules
La plupart des véhicules du parc circule avec la livrée Les Mouettes, même s'il arrive parfois que certains circulent avec d'autres livrées, notamment celle de Kéolis. Ils sont généralement équipés de girouettes affichant la destination à l'avant et à l'arrière. Les véhicules du parc appartiennent aux différentes entreprises de transport. Ce parc s'élève aujourd'hui à 270 véhicules.
Quelques mini-bus électriques complète la flotte pour le service "Navettes de villages" sur l'Île de Ré et le service "RespiRé", qui effectue la liaison entre le parking du Belvédère (La Rochelle) et le Parking de Sablonceaux (Rivedoux-Plage) sur l'Île de Ré.
Dans le cadre du service de transports à la demande TaxiMouettes, des véhicules automobiles circulent avec un autocollant du logo du réseau, mais ces véhicules ne sont pas pris en compte dans le parc de véhicules du réseau. Ils appartiennent à diverses entreprises de taxi auxquelles Keolis Charente-Maritime fait appel pour assurer ce service.
- Irisbus Arès
- Irisbus Crossway
- Irisbus Récréo
- Irisbus Evadys
- Mercedes Intouro
- Mercedes Integro
- Renault Iliade
- Fast Scoler III
- Fast Scoler IV
- Man Lion's Regio

## Covoiturage
En 2012, pour développer et faciliter la pratique du covoiturage, le Conseil général de la Charente-Maritime lance une offre de covoiturage départemental sous le nom de "Les Mouettes - Covoiturage". Une plateforme internet permettant de mettre en relation les conducteurs et les passagers est mise en place, et des aires de covoiturage aménagés sont mises en service un peu partout dans le département. Il y a actuellement 50 aires de covoiturage qui sont en service  et d'autres sont en construction pour permettre à l'ensemble des habitants du département d'avoir accès à ce service,.